# Karesuando
Karesuando (finska: Kaaresuvanto eller Karesuvanto; nordsamiska: Gárasavvon eller Gáresavvon; meänkieli: Karesuanto) är en tätort i Kiruna kommun och kyrkby i Karesuando socken.
Karesuando ligger vid Muonioälven som sedan 1809 utgör gräns mellan Sverige och Finland. På den finländska sidan ligger systersamhället Karesuvanto. Bron över älven öppnades år 1980. Karesuando är Sveriges nordligaste tätort och ligger cirka 180 kilometers färdväg nordost om Kiruna. Väg E45 passerar Karesuando och Riksväg 99 slutar här. Sveriges nordligaste skola finns i Karesuando.

## Historia
Byn fick sin första fasta bebyggelse 1670, då Måns Mårtensson Karesuando, i Keksis kväde kallad ”Hyvä Maunu Martinpoika”, köpte samen Henrik Nilsson Nikkas skatteland, fiskevatten, ängar och betesmarker. År 1816 byggdes den första kyrkan, detta efter att den nya riksgränsen gjorde att den gamla kyrkan i regionen, i Enontekis, kom att befinna sig utomlands.
Kyrkoherden, väckelsepredikanten och botanikern Lars Levi Læstadius verkade i Karesuando från 1826 till 1846 där han startade den väckelse som kallas læstadianismen efter honom. Från 1828 var hans bostad det så kallade Læstadiuspörtet i Karesuando.

### Befolkningsutveckling
| Befolkningsutvecklingen i Karesuando 1950–2020          | Befolkningsutvecklingen i Karesuando 1950–2020 | Befolkningsutvecklingen i Karesuando 1950–2020 | Befolkningsutvecklingen i Karesuando 1950–2020 | Befolkningsutvecklingen i Karesuando 1950–2020 |
| ------------------------------------------------------- | ---------------------------------------------- | ---------------------------------------------- | ---------------------------------------------- | ---------------------------------------------- |
|                                                         |                                                |                                                |                                                |                                                |
| År                                                      |                                                |                                                | Folkmängd                                      | Areal (ha)                                     |
| 1950                                                    | 1950                                           |                                                | 263                                            | ##                                             |
| 1960                                                    | 1960                                           |                                                | 337                                            | 87                                             |
| 1965                                                    | 1965                                           |                                                | 361                                            | 87                                             |
| 1970                                                    | 1970                                           |                                                | 356                                            | 87                                             |
| 1975                                                    | 1975                                           |                                                | 341                                            | 90                                             |
| 1980                                                    | 1980                                           |                                                | 303                                            | 91                                             |
| 1990                                                    | 1990                                           |                                                | 351                                            | 90                                             |
| 1995                                                    | 1995                                           |                                                | 348                                            | 90                                             |
| 2000                                                    | 2000                                           |                                                | 327                                            | 90                                             |
| 2005                                                    | 2005                                           |                                                | 313                                            | 86                                             |
| 2010                                                    | 2010                                           |                                                | 303                                            | 93                                             |
| 2015                                                    | 2015                                           |                                                | 280                                            | 74                                             |
| 2020                                                    | 2020                                           |                                                | 279                                            | 74                                             |
| Anm.: ## Som tätort/befolkningsagglomeration 1920–1950. |                                                |                                                |                                                |                                                |

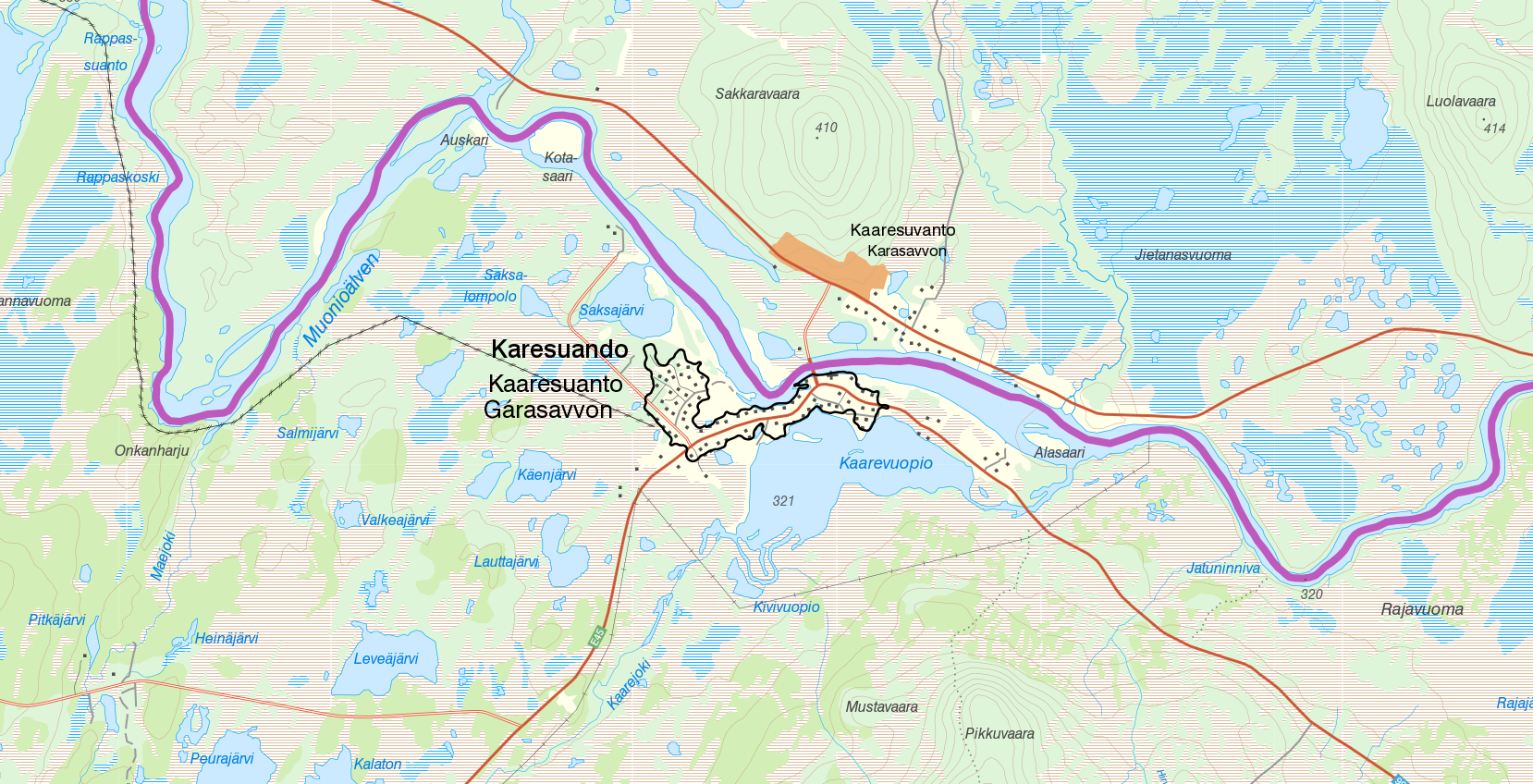
Den av Statistiska centralbyrån avgränsade tätorten Karesuando, med gränserna från tätortsavgränsningen 2015.

Vid folkräkningen år 1890 var 91 personer skrivna i Karesuando.

## Samhället
Här finns F–9-grundskola, daghem, livsmedelsbutiker, kyrka, bensinstationer, diverse affärer, bibliotek, gym, badhus, hotell, vandrarhem, folktandvård, läkarmottagning, äldreboende, grill, kiosk och post.

## Klimat
|                                            | Jan | Feb | Mar | Apr | Maj | Jun | Jul | Aug | Sep | Okt | Nov | Dec |
| ------------------------------------------ | --- | --- | --- | --- | --- | --- | --- | --- | --- | --- | --- | --- |
| Normaldygnets maximitemperaturs medelvärde | −11 | −9  | −4  | 0   | 7   | 14  | 17  | 14  | 8   | 1   | −5  | −9  |
| Normaldygnets minimitemperaturs medelvärde | −21 | −19 | −15 | −8  | −1  | 6   | 8   | 6   | 1   | −4  | −13 | −18 |
|                                            |     |     |     |     |     |     |     |     |     |     |     |     |
| Nederbörd                                  | 23  | 19  | 23  | 23  | 28  | 42  | 75  | 63  | 45  | 44  | 34  | 24  |

| Diagram | temperaturer i °C • månadsnederbörd i mm | temperaturer i °C • månadsnederbörd i mm | temperaturer i °C • månadsnederbörd i mm | temperaturer i °C • månadsnederbörd i mm | temperaturer i °C • månadsnederbörd i mm | temperaturer i °C • månadsnederbörd i mm | temperaturer i °C • månadsnederbörd i mm | temperaturer i °C • månadsnederbörd i mm | temperaturer i °C • månadsnederbörd i mm | temperaturer i °C • månadsnederbörd i mm | temperaturer i °C • månadsnederbörd i mm | temperaturer i °C • månadsnederbörd i mm |
|         | 23 -11 -21                               | 19 -9 -19                                | 23 -4 -15                                | 23 0 -8                                  | 28 7 -1                                  | 42 14 6                                  | 75 17 8                                  | 63 14 6                                  | 45 8 1                                   | 44 1 -4                                  | 34 -5 -13                                | 24 -9 -18                                |

## Kända personer från Karesuando
- Max Andersson
- Kenneth Cosimo Henriksson